# Milvus
Milvus là một chi chim trong họ Accipitridae.

## Các loài
Các loài trong chi Milvus:
- Milvus milvus
- Milvus migrans
- Milvus (migrans) aegyptius